# محوطه آراسنج قدیم
محوطه آراسنج قدیم مربوط به دوران‌های تاریخی پس از اسلام است و در شهرستان بوئین‌زهرا، روستای آراسنج قدیم واقع شده و این اثر در تاریخ ۱۲ بهمن ۱۳۸۱ با شمارهٔ ثبت ۷۴۵۵ به‌عنوان یکی از آثار ملی ایران به ثبت رسیده است. آراسنج کنونی بعد از زلزله مهیب شهرستان بوئین زهرا در سال ۱۳۴۱ به تدریج خالی از سکنه شد و تمامی اهالی با اصلیت آراسنجی به آراسنج سفلی (شهرک آراسنج) که بعد از زلزله سال ۱۳۴۱ به عنوان جایگزین برای آراسنج تخریب شده توسط دولت وقت بنا شده بود نقل مکان کردند و آراسنج قدیم نیز با افرادی که از روستاهای اطراف به آنجا کوچ کرده بودند دوباره شکل گرفت. آراسنج سفلی (شهرک آراسنج) با جمعیتی بالغ بر ۵۰۰۰ نفر بر دامنه کوه‌های آراسنج آرام گرفته است.